# Jochiwon-eup
Jochiwon-eup (koreanska: 조치원읍) är en köping i staden Sejong, Sydkorea. Den ligger 110 km söder om huvudstaden Seoul.